# Nationalsymbol
En nationalsymbol eller nationalklenod är föremål, en plats eller en företeelse som är av stor vikt för ett lands kulturella och nationella identitet.
Nationalsymbolernas syfte är att ena folket genom att skapa en symbolisk representant för nationen och folkets värderingar, mål eller historia. Dessa symboler används oftast vid festligheter och firanden. Dessa vädjar ofta till ett folks patriotism eller nationalism i samband med exempelvis nationaldagar eller andra historiskt viktiga händelser.
De nationalsymboler som på något sätt är officiellt fastställda för staten kallas rikssymboler. Andra nationalsymboler har ofta vuxit fram av hävd eller används av andra nationella instanser såsom symboler för landslag i olika sporter. Nationalsymboler kan också användas av etniska grupper som inte har direkt koppling till ett visst land, till exempel samiska nationalsymboler.

## Vanliga officiella nationalsymboler
- En nationalstats flagga

Gli azzurri, Italiens herrlandslag i fotboll, är ett exempel på nationalfärger som inte är kopplade till landets flagga. I det här fallet är de istället kopplade till det tidigare kungahuset.

- Statsvapen, sigill eller sigillstamp hos en nation och/eller dynasti
- Ett lands motto eller valspråk kan också räknas hit
- Ett lands nationella färger, oftast kopplade till nationens flagga
- Symboliska djur och växter/blommor, ofta är även dessa kopplade till flaggan eller landets historia
- Symboler, såsom kors och dylikt, också kopplat till flaggan
- Nationalsången, en hyllning till landet, dess historia eller självständighet
- Statschefen och dennes officiella residens, och i fallet av en monarki, även kungafamilj och riksregalier
- Viktiga personer från landets historia, ofta kopplade till nationalstatens grundande

## Vanliga inofficiella nationalsymboler
- Nationalepos
- Nationalsport
- Nationalrätt
- Nationaldjur
- Folkdräkt och andra nationella kläder - dessa kan ha en mer officiell roll vad gäller uniformer och liknande
- Nationaldag
- Nationalinstrument
- Nationalism
- Folkdans
- Folkhjälte
- Folkmusik
- Monument och statyer kopplade till turism
- Andra nationalsymboler, exempelvis växter, djur och föremål som kopplas till nationalstaten
- I nationer med starka religiösa band kan det även finnas ett nationellt skyddshelgon eller motsvarande gudom, en pilgrimsplats, kyrka eller tempel.